# 罗渡镇
罗渡镇，是中华人民共和国四川省广安市岳池县下辖的一个乡镇级行政单位。2019年12月，撤销赛龙镇和大佛乡，将其所属行政区域划归罗渡镇管辖。

## 行政区划
罗渡镇下辖以下地区：
临江社区、兴盛社区、邹家坪村、黄桷湾村、瓦窑沟村、柏树嘴村、石门子村、戚家沟村、云门寺村、楼房湾村、陈家堂村、歇马台村、玉王观村、长春桥村、吊岩石村、化龙桥村、桐子坪村和临水寺村。